# Anstalten Västervik Norra
Anstalten Västervik Norra är ett fängelse i Gertrudsvik i Västervik. Det är en klass 2-anstalt med 255 platser.
Byggnaden, som ligger på Sankta Gertruds sjukhus tidigare område, byggdes 2004-2005 om till kriminalvårdsanstalt och de första lokalerna invigdes i maj 2005.